# Johana Alžběta Holštýnsko-Gottorpská
Johana Alžběta Holštýnsko-Gottorpská (24. října 1712, zámek Gottorf – 30. května 1760, Paříž) byla německou regentkou, sňatkem s Kristiánem Augustem anhaltsko-zerbstskou kněžnou a v letech 1747 až 1752 regentkou za nezletilého syna Fridricha Augusta. Nejznámější byla tím, že byla matkou Kateřiny II. Veliké.

## Dětství
Johana Alžběta se narodila v Gottorpu jako dcera vévody Kristiána Augusta Holštýnsko-Gottorpského a Albertiny Frederiky Bádensko-Durlašské. Vyrůstala na brunšvickém vévodském dvoře na zámku Wolfenbüttel u své kmotry a tety Alžběty Žofie Marie, manželky Augusta Viléma Brunšvicko-Lüneburského. Byla to také vévodkyně, která patnáctiletou Johanu zasnoubila a poskytla jí věno.
Johana Alžběta se v roce 1727 provdala za knížete Kristiána Augusta Anhaltsko-Zerbstského, který byl generálem v pruské armádě a sloužil pod Fridrichem Vilémem I. Po svatbě Johana odcestovala s manželem do Štětína, města na pomořanských hranicích, kde se nacházela základna manželova pluku. Říká se, že vztah manželů byl jako vztah otce a dcery.

## Vévodkyně

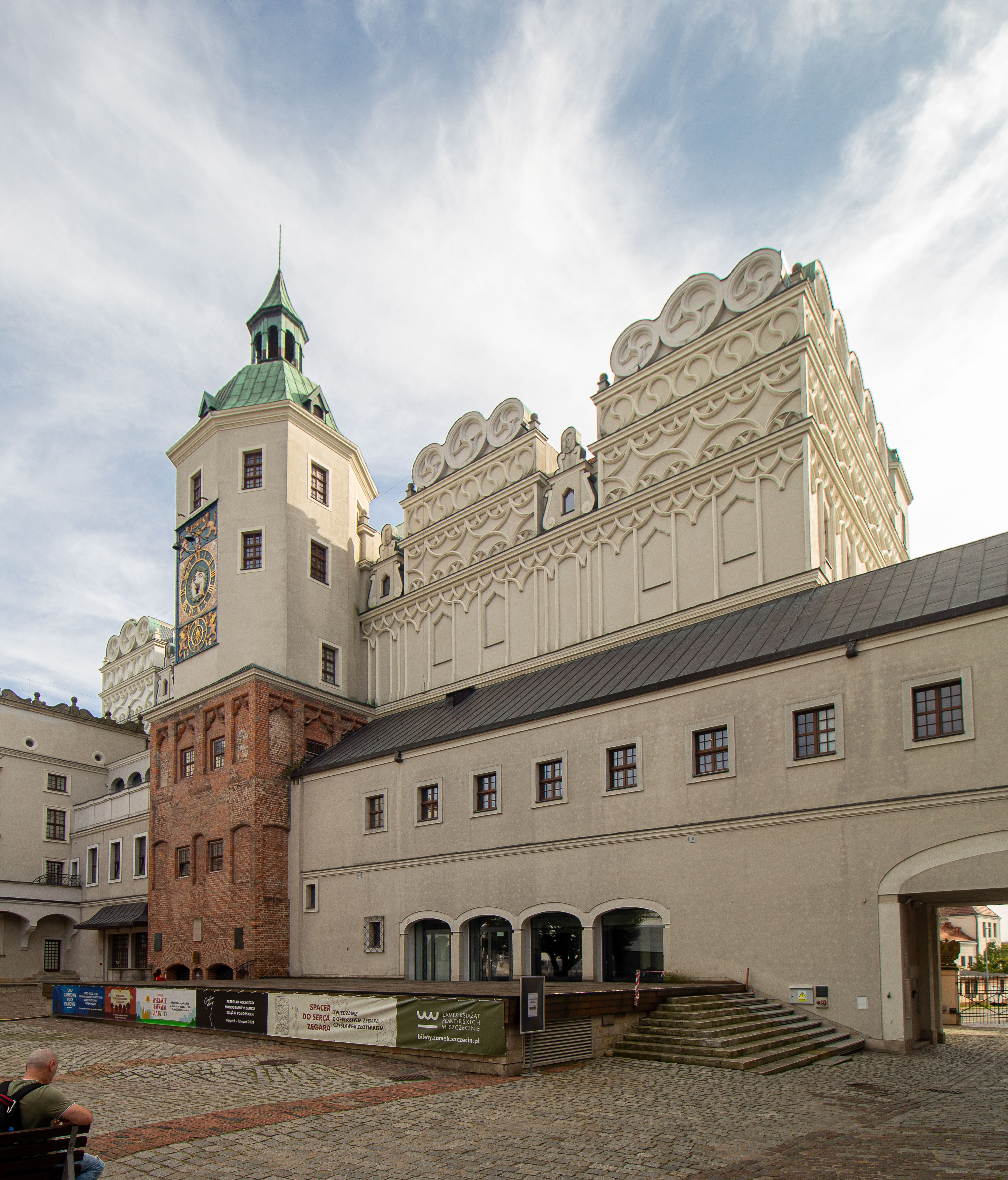
Knížecí zámek ve Štětíně

Johana Alžběta žila se svým rozvážným manželem ve středním věku v mlhavém šedém a nudném městě Štětíně, vzdáleného od živé atmosféry brunšvického dvora, kde vyrůstala. Město nabízelo jen málo prostoru tak mladé dívce jako byla Johana Alžběta, toužící po vzrušujícím společenském životě. Mnoho radosti jí nepřineslo ani narození prvního dítěte. Její postoj k dceři Žofii (budoucí carevně Kateřině II.) byl vždy dvojaký. Porod byl těžký a Johaně Alžbětě zřejmě nepřišla po takovém utrpení odměna dostatečná. Podle její dcery během porodu málem zemřela a zotavovala se 19 týdnů.
Vládnoucí anhaltsko-zerbstský vévoda, bratranec Kristiána Augusta, patrně nemohl mít děti a jeho starší bratr Ludvík se neoženil; to znamenalo, že kdyby Johana Alžběta porodila manželovi syna, výrazně by se pozice jejich rodiny změnila a ona by mohla navždy opustit Štětín. Později byl Johaninou prioritou politický vzestup jejích dětí, aby jim poskytla lepší život, než měla ona sama, která se provdala za prince s malými vyhlídkami, ač byla pravnučkou dánského krále. Vždy však chtěla být o krok napřed před svou dcerou, ke které cítila závist, a chtěla ji odkládat do takové míry, že dovolila svému bratrovi Jiřímu Ludvíkovi otevřeně projevovat svou silnou náklonnost k Žofii natolik, že ji políbil na rty. Nadšená Žofie si přála se za Jiřího Ludvíka provdat, což jeho sestra a její matka důkladně zvažovala a už začala na Žofii pomýšlet jako na budoucí švagrovou a přítelkyni. Ke sňatku však nikdy nedošlo, protože Johaně Alžbětě poslala carevna Alžběta Petrovna list se žádostí, aby se s dcerou dostavila do Ruska.
Johana Alžběta zkoušela pro svého slabého zbožňovaného syna Viléma všechno, ale bez úspěchu. Jeho pobyt v termálních lázních pravděpodobně vedl k onemocnění dýchacích cest, které nakonec způsobilo jeho smrt. Pro Johanu to byla těžká rána, byl jejím oblíbeným synem. Když zemřel anhaltsko-zerbstský princ Jan August, brzy ho následoval také jeho nástupce Jan Ludvík Anhaltsko-Zerbstský, který svého synovce Fridricha ustanovil svým nástupcem. Rodina se tak přestěhovala do Zerbstu. V roce 1742 se stal Johanin manžel anhaltsko-zerbstským knížetem a mohli žít na zámku v Zerbstu.

## V Rusku
Když byl její bratr Adolf Fridrich vybrán za následníka švédského trůnu, rozhodla se Johana Alžběta svou dceru výhodně provdat. Johana Alžběta odjela s dcerou na její svatbu do Ruska. Snažila se zůstat u ruského dvora alespoň do doby, než se dceřina svatba uskuteční. Ještě před příjezdem do Ruska byla však Johana v Berlíně instruována k tomu, aby se při nadcházejícím sblížení s carevnou pokusila přesvědčit ji o výhodném spojenectví Ruska s Pruskem. Pruský panovník Fridrich II. podcenil carevnu a naopak přecenil "diplomatické" schopnosti lehkomyslné zerbstské kněžny. Nejen, že se tyto intriky nevydařily, ale byly také odhaleny. Carevna musela Johaně důrazně vysvětlit, že zasahuje do záležitostí, které by se jí vůbec neměly týkat. Naznačila, že by zřejmě bylo vhodné Rusko opustit. Nedlouho po svatbě Žofie, která přijala jméno Kateřina, a Petra, Johana Alžběta Rusko skutečně opustila (říjen 1745). Byl jí zakázán návrat do Ruska a dokonce si ani nemohla dopisovat s dcerou, ačkoli se jí podařilo poslat nějaké dopisy tajně.

## Regentství a pozdější život
V roce 1747 Johana Alžběta ovdověla a stala se do roku 1752 regentkou knížectví Anhalt-Zerbstu za svého nezletilého syna Fridricha Augusta. V roce 1750 si nechala postavit nový barokní palác v Dornburgu, připravený pro návštěvu jejího bratra švédského krále Adolfa Fridricha, její dcery, budoucí carevny, která však palác nikdy nenavštívila. Kněžna vdova musela se synem odejít do exilu, když v roce 1758 knížectví během sedmileté války napadly pruské jednotky. Fridrich II. Veliký, který v roce 1742 učinil z Johanina zesnulého manžela guvernéra a polního maršála a který se v roce 1744 zúčastnil diplomatických jednání ohledně sňatku Johaniny dcery, ji a jejího syna obvinil z podpory Ruska proti němu, protože carevna Alžběta byla nyní jeho válečným nepřítelem.
Johana Alžběta zemřela 30. května 1760 v Paříži. Její dcera se stala v roce 1762 ruskou carevnou. Její syn se do Zerbstu nikdy nevrátil a žil v Basileji a Lucembursku, zatímco správcové řídili jeho knížectví a posílali mu příjmy. Po jeho smrti v roce 1793 knížectví zaniklo.

## Potomci
Johana Alžběta se za Kristiána Augusta provdala 8. listopadu 1727 a měla s ním pět dětí:
- Žofie Anhalstko-Zerbstská (2. května 1729 – 17. listopadu 1796), jako Kateřina II. Veliká, od roku 1762 až do své smrti, ⚭ 1745 Karel Petr Ulrich Holštýnsko-Gottorpský (21. února 1728 – 17. července 1762), vévoda holštýnsko-gottorpský a jako Petr III., ruský car od 5. ledna do 9. července 1762
- Vilém Kristián Fridrich Anhalstko-Zerbstský (17. listopadu 1730 – 27. srpna 1742)
- Fridrich August I. Anhaltsko-Zerbstský (8. srpna 1734 – 3. března 1793), kníže anhaltsko-zerbstský,
⚭ 1753 Karolína Vilemína Žofie Hesensko-Kasselská (10. května 1732 – 22. května 1759)
⚭ 1764 Jindřiška Augusta Sofie Anhaltsko-Bernburská (28. srpna 1744 – 12. dubna 1827)
- Augusta Kristýna Šarlota Anhalstko-Zerbstská (*/† 1736)
- Alžběta Ulrika Anhalstko-Zerbstská (17. prosince 1742 – 5. března 1745)

## Vývod z předků
|                                      |                                          |  |                                |                                     |  |  |  |  |  |  |  | Jan Adolf Holštýnsko-Gottorpský |
|                                      |                                          |  |                                |                                     |  |  |  |  |  |  |  |                                 |
|                                      | Fridrich III. Holštýnsko-Gottorpský      |  |                                |                                     |  |  |  |  |  |  |  |                                 |
|                                      |                                          |  |                                |                                     |  |  |  |  |  |  |  |                                 |
|                                      |                                          |  |                                | Augusta Dánská                      |  |  |  |  |  |  |  |                                 |
|                                      |                                          |  |                                |                                     |  |  |  |  |  |  |  |                                 |
|                                      | Kristián Albrecht Holštýnsko-Gottorpský  |  |                                |                                     |  |  |  |  |  |  |  |                                 |
|                                      |                                          |  |                                |                                     |  |  |  |  |  |  |  |                                 |
|                                      |                                          |  |                                | Jan Jiří I. Saský                   |  |  |  |  |  |  |  |                                 |
|                                      |                                          |  |                                |                                     |  |  |  |  |  |  |  |                                 |
|                                      | Marie Alžběta Saská                      |  |                                |                                     |  |  |  |  |  |  |  |                                 |
|                                      |                                          |  |                                |                                     |  |  |  |  |  |  |  |                                 |
|                                      |                                          |  |                                | Magdalena Sibylla Pruská            |  |  |  |  |  |  |  |                                 |
|                                      |                                          |  |                                |                                     |  |  |  |  |  |  |  |                                 |
|                                      | Kristián August Holštýnsko-Gottorpský    |  |                                |                                     |  |  |  |  |  |  |  |                                 |
|                                      |                                          |  |                                |                                     |  |  |  |  |  |  |  |                                 |
|                                      |                                          |  |                                | Kristián IV. Dánský                 |  |  |  |  |  |  |  |                                 |
|                                      |                                          |  |                                |                                     |  |  |  |  |  |  |  |                                 |
|                                      | Frederik III. Dánský                     |  |                                |                                     |  |  |  |  |  |  |  |                                 |
|                                      |                                          |  |                                |                                     |  |  |  |  |  |  |  |                                 |
|                                      |                                          |  |                                | Anna Kateřina Braniborská           |  |  |  |  |  |  |  |                                 |
|                                      |                                          |  |                                |                                     |  |  |  |  |  |  |  |                                 |
|                                      | Frederika Amálie Dánská                  |  |                                |                                     |  |  |  |  |  |  |  |                                 |
|                                      |                                          |  |                                |                                     |  |  |  |  |  |  |  |                                 |
|                                      |                                          |  |                                | Jiří Brunšvicko-Lüneburský          |  |  |  |  |  |  |  |                                 |
|                                      |                                          |  |                                |                                     |  |  |  |  |  |  |  |                                 |
|                                      | Žofie Amálie Brunšvická                  |  |                                |                                     |  |  |  |  |  |  |  |                                 |
|                                      |                                          |  |                                |                                     |  |  |  |  |  |  |  |                                 |
|                                      |                                          |  |                                | Anna Eleonora Hesensko-Darmstadtská |  |  |  |  |  |  |  |                                 |
|                                      |                                          |  |                                |                                     |  |  |  |  |  |  |  |                                 |
| Johana Alžběta Holštýnsko-Gottorpská |                                          |  |                                |                                     |  |  |  |  |  |  |  |                                 |
|                                      |                                          |  |                                |                                     |  |  |  |  |  |  |  |                                 |
|                                      |                                          |  | Fridrich V. Bádensko-Durlašský |                                     |  |  |  |  |  |  |  |                                 |
|                                      |                                          |  |                                |                                     |  |  |  |  |  |  |  |                                 |
|                                      | Fridrich VI. Bádensko-Durlašský          |  |                                |                                     |  |  |  |  |  |  |  |                                 |
|                                      |                                          |  |                                |                                     |  |  |  |  |  |  |  |                                 |
|                                      |                                          |  |                                | Barbora Württemberská               |  |  |  |  |  |  |  |                                 |
|                                      |                                          |  |                                |                                     |  |  |  |  |  |  |  |                                 |
|                                      | Fridrich VII. Bádensko-Durlašský         |  |                                |                                     |  |  |  |  |  |  |  |                                 |
|                                      |                                          |  |                                |                                     |  |  |  |  |  |  |  |                                 |
|                                      |                                          |  |                                | Kazimír Falcko-Zweibrückenský       |  |  |  |  |  |  |  |                                 |
|                                      |                                          |  |                                |                                     |  |  |  |  |  |  |  |                                 |
|                                      | Kristýna Magdalena Falcko-Zweibrückenská |  |                                |                                     |  |  |  |  |  |  |  |                                 |
|                                      |                                          |  |                                |                                     |  |  |  |  |  |  |  |                                 |
|                                      |                                          |  |                                | Kateřina Švédská                    |  |  |  |  |  |  |  |                                 |
|                                      |                                          |  |                                |                                     |  |  |  |  |  |  |  |                                 |
|                                      | Albertina Frederika Bádensko-Durlašská   |  |                                |                                     |  |  |  |  |  |  |  |                                 |
|                                      |                                          |  |                                |                                     |  |  |  |  |  |  |  |                                 |
|                                      |                                          |  |                                | Jan Adolf Holštýnsko-Gottorpský     |  |  |  |  |  |  |  |                                 |
|                                      |                                          |  |                                |                                     |  |  |  |  |  |  |  |                                 |
|                                      | Fridrich III. Holštýnsko-Gottorpský      |  |                                |                                     |  |  |  |  |  |  |  |                                 |
|                                      |                                          |  |                                |                                     |  |  |  |  |  |  |  |                                 |
|                                      |                                          |  |                                | Augusta Dánská                      |  |  |  |  |  |  |  |                                 |
|                                      |                                          |  |                                |                                     |  |  |  |  |  |  |  |                                 |
|                                      | Augusta Marie Holštýnsko-Gottorpská      |  |                                |                                     |  |  |  |  |  |  |  |                                 |
|                                      |                                          |  |                                |                                     |  |  |  |  |  |  |  |                                 |
|                                      |                                          |  |                                | Jan Jiří I. Saský                   |  |  |  |  |  |  |  |                                 |
|                                      |                                          |  |                                |                                     |  |  |  |  |  |  |  |                                 |
|                                      | Marie Alžběta Saská                      |  |                                |                                     |  |  |  |  |  |  |  |                                 |
|                                      |                                          |  |                                |                                     |  |  |  |  |  |  |  |                                 |
|                                      |                                          |  |                                | Magdalena Sibylla Pruská            |  |  |  |  |  |  |  |                                 |
|                                      |                                          |  |                                |                                     |  |  |  |  |  |  |  |                                 |